# Толочинское гетто
Толо́чинское гетто — еврейское гетто, существовавшее с сентября 1941 по 13 марта 1942 года как место принудительного переселения евреев города Толочина и близлежащих населённых пунктов в процессе преследования и уничтожения евреев во время оккупации территории Белоруссии войсками нацистской Германии в период Второй мировой войны.

## Оккупация Толочина
Согласно результатам Всесоюзной переписи населения, проводившейся в 1939 году, в Толочине проживало 1292 (979) евреев или 21,2 % от общего числа жителей города.
Толочин был оккупирован немецкими войсками 8 июля 1941 года и вошел в состав территории, административно отнесенной к штабу тыла группы армий «Центр». Оккупация длилась 3 года — до 26 июня (6 июля) 1944 года.
Оккупанты сразу же ввели в отношении еврейского населения ряд дискриминационных мер, первой из которых стало ношение на одежде под страхом смерти двух желтых треугольников, составлявших шестиконечную звезду.

## Создание гетто

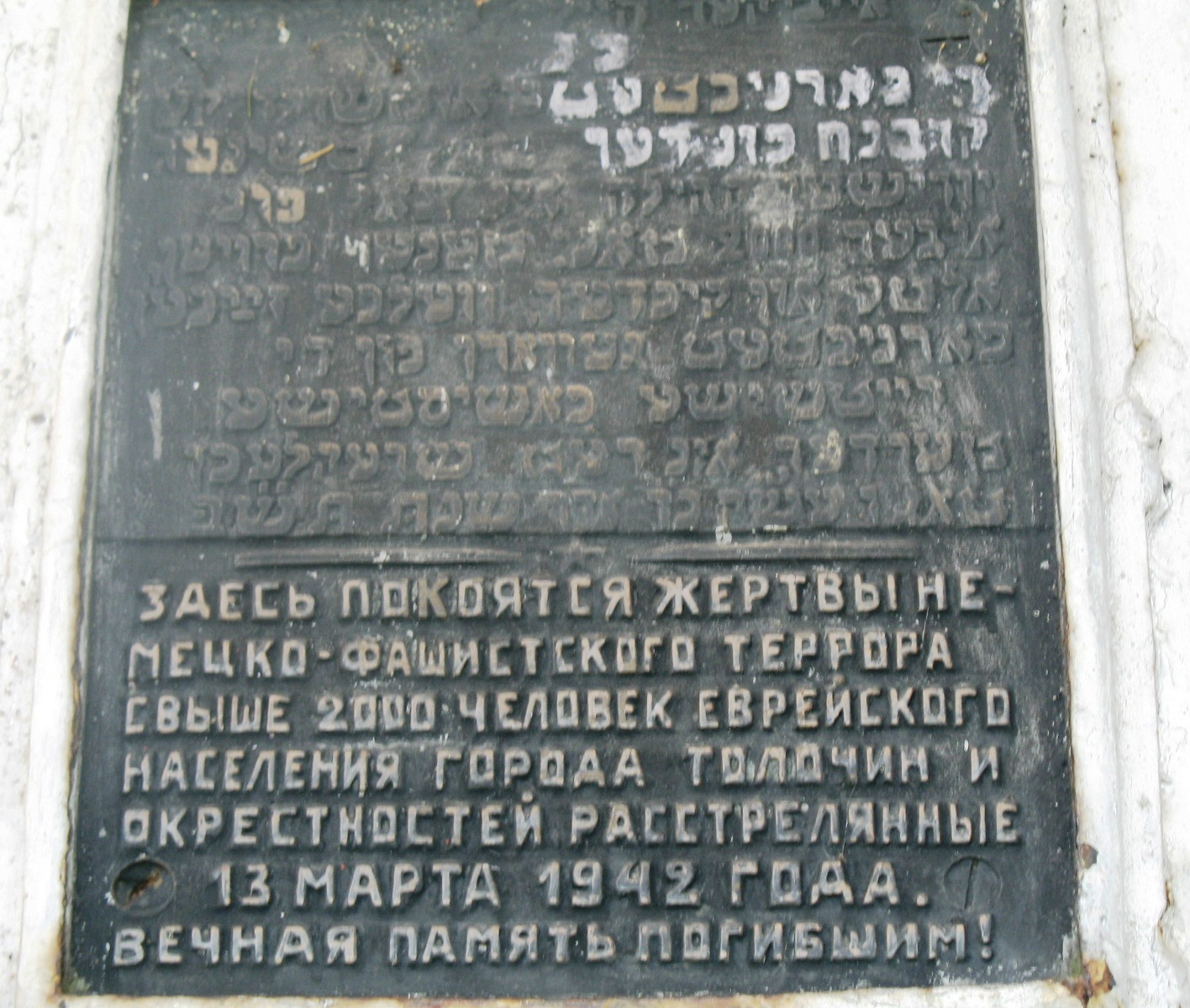
Надпись на памятнике на месте расстрела евреев Толочина

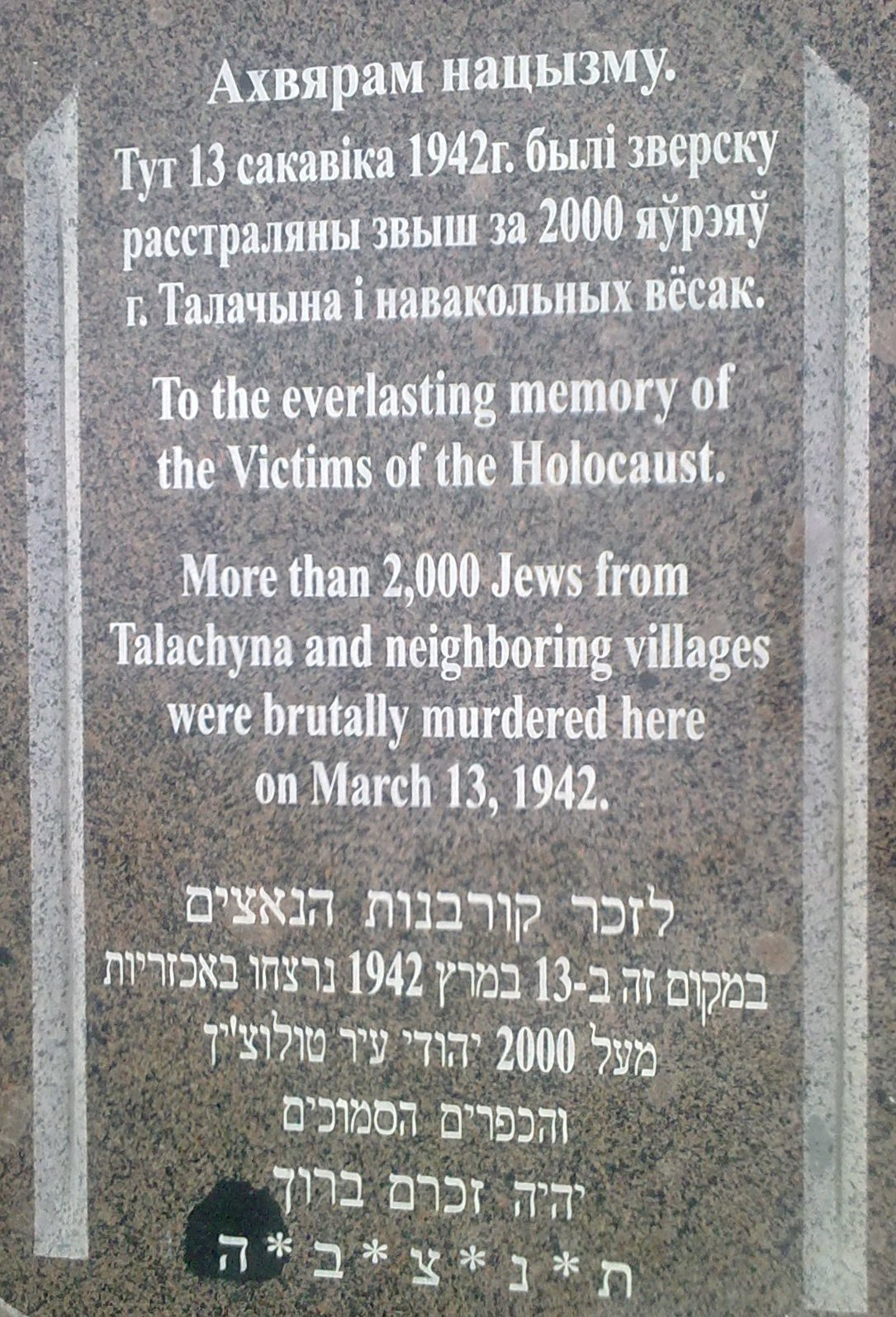
Новый памятник на месте расстрела евреев Толочина

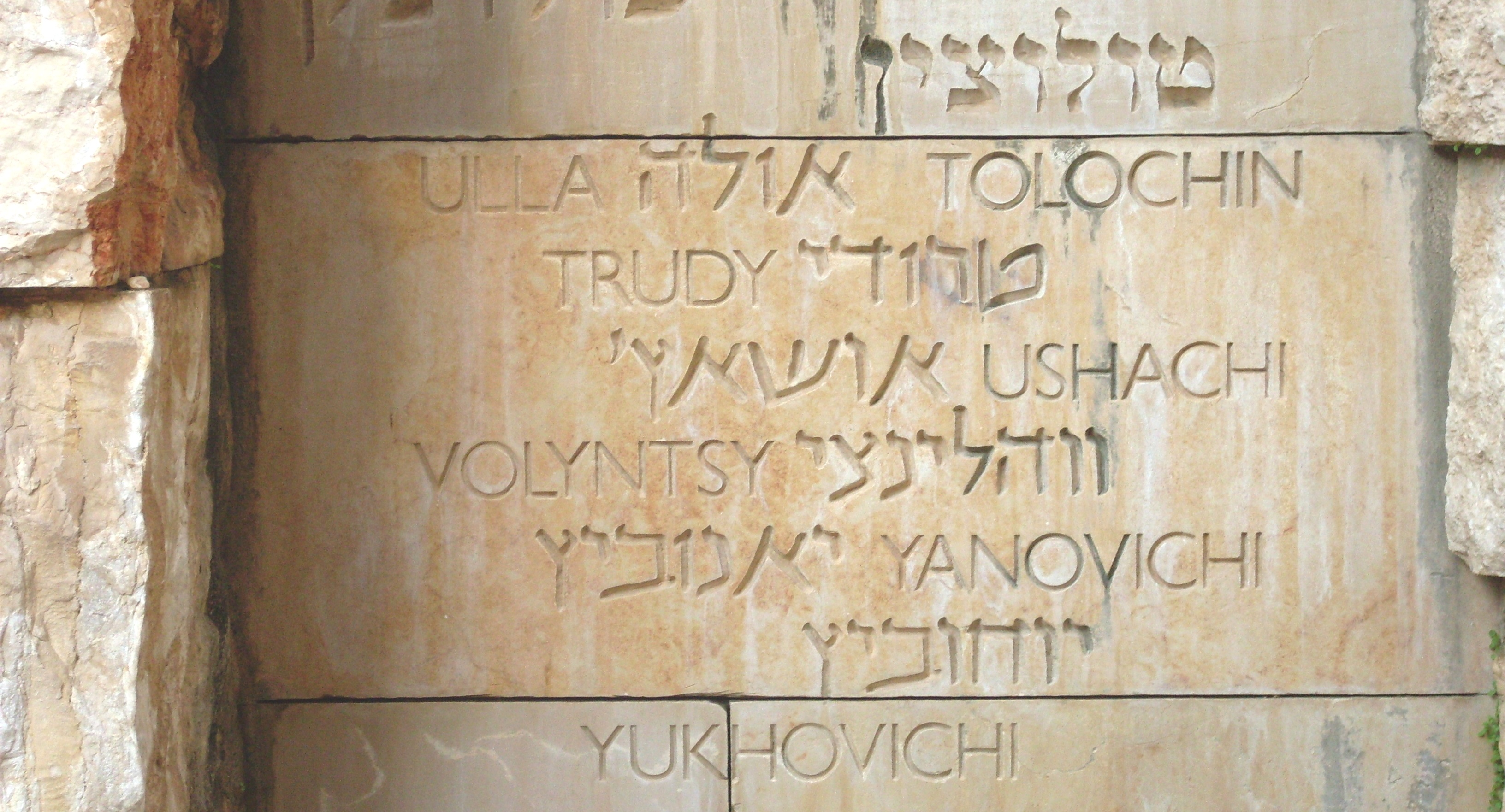
Толочин в списке уничтоженных во время Холокоста еврейских общин в «Долине Уничтоженных общин» в Яд Вашем

Реализуя нацистскую программу уничтожения евреев, немцы создавали гетто почти во всех городах и населённых пунктах Беларуси, где проживало еврейское население. Так и в Толочине оккупанты в сентябре-октябре 1941 года организовали гетто на улице Никольской. В 15 домах были размещены примерно 2000 узников. В качестве жилья для евреев нацисты использовали также сараи, хлевы и другие хозяйственные постройки.
Гетто не ограждалось ни колючей проволокой, ни забором, однако было «закрытого» типа, потому что охранялось коллаборационистами.

## Условия в гетто
Обитатели гетто голодали. Принудительный труд заключался в использовании узников-мужчин на дорожных работах. Такой вид работ, как чистка отхожих мест, носил откровенно издевательский характер.
Оккупанты и полицаи безнаказанно занимались грабежом евреев. Пример — выдержка из протокола заседания исполкома райсовета трудящихся Толочинского района от 17 августа 1944 года: «Акт на гражданина Холенкова, проживающего в городе Толочине о изъятии коровы. В связи с тем, что корова приобретена во время немецкой оккупации, корову отнял у еврейской семьи, работая секретарем райуправы, поэтому изъять корову у Холенкова, как незаконно нажитую». Установлено также, что бургомистр Раниш привел в хлев своего дома корову, отобранную у евреев.

## Уничтожение гетто
Нацистами с самого начала применяли в отношении еврейского населения «акции» (таким эвфемизмом нацисты называли организованные ими массовые убийства) устрашения. Так, в октябре 1941 года, на улице Пушкина оккупанты за якобы отказ от работы повесили четверых узников гетто: Я. Слободкина, Я. Лосина, Рачина и ещё одного еврея (фамилия не известна). Подростка, работавшего на крахмальном заводе и пытавшегося вынести банку консервов, нацисты повесили на воротах крахмального завода, где он работал.
Место казни евреев Толочина находится вблизи деревни Райцы. Здесь в поле нацисты взрывали мерзлую землю, подготавливая яму. «12-го марта 1942 года (13 марта, 15-16 марта) на поле совхоза „Реконструктор“ на расстоянии одного километра от города Толочин немецкие изверги за один день расстреляли около двух тысяч советских граждан по национальности евреев».
Нацисты выводили жертв группами по 30 человек. Некоторые узники пытались бежать, и часть из них уцелела, однако большинство евреев погибло. Два мальчика — Муля и Лёва Клугманы с новорожденным братом — прятались на чердаке своего дома, однако младенец расплакался, когда палачи искали спрятавшихся узников, и непроизвольно выдал место укрытия. Врач Фишкин заранее узнал о готовящемся массовом убийстве, и не дожидаясь казни, дал яд жене, двум детям, а затем принял сам.
На следующий день после ликвидации Толочинского гетто гитлеровцы продолжали разыскивать спасшихся узников. «Видел, как расстреливали убежавших от расстрела накануне евреев. Это были девочка, женщина и старик. Несмотря на мороз и пургу, их раздели и убили выстрелом в затылок».

## Случаи спасения и «Праведники народов мира»
Мария Шапиро ночью при помощи знакомого полицейского выбралась из гетто, а затем по поддельным документам ушла в Оршу, откуда её отправили в Германию, как «восточную рабочую». Долго пряталась в деревне Муравничи еврейка Копылова, однако личная неосторожность привела её к гибели. Начальник добровольной пожарной дружины фельдшер Яков Шур прятался в деревне с больной женой. Жена его умерла, а его выдали немцам. Перед расстрелом Шура водили по улицам местечка, при этом издевались и пытали.
Тит Зайцев за спасение Маши Борода в Толочине был удостоен почетного звания «Праведник народов мира» от израильского Мемориального комплекса Катастрофы и героизма еврейского народа «Яд Вашем» «в знак глубочайшей признательности за помощь, оказанную еврейскому народу в годы Второй мировой войны».

## Память
В 1957 году на месте расстрела евреев Толочина родственники убитых установили памятник. На чугунной плите есть надпись на двух языках (русском и идише): «Здесь покоятся жертвы немецко-фашистского террора: свыше 2000 человек еврейского населения города Толочин и окрестностей, расстрелянные 13 марта 1942 года. Вечная память погибшим!».
Причина несоответствия дат в акте ЧГК и на памятнике не установлена. Расхождение цифр довоенной переписи населения и числа погибших, приведенных в акте ЧГК, объясняется, очевидно, присутствием в гетто Толочина евреев из близлежащих населенных пунктов, — однако, из каких именно, до сих пор неизвестно.
В мае 2012 года жертвам геноцида евреев в Толочине был установлен новый памятник.